# Puchar Europy w Biegu na 10 000 metrów 2022
25. Puchar Europy w Biegu na 10 000 metrów – zawody lekkoatletyczne, które odbyły się 28 maja 2022 w Pacé.

## Rezultaty

### Mężczyźni
| Konkurencja   | 1. miejsce     | Rezultat           | 2. miejsce  | Rezultat            | 3. miejsce | Rezultat            |
| ------------- | -------------- | ------------------ | ----------- | ------------------- | ---------- | ------------------- |
| Indywidualnie | Jimmy Gressier | 27:24,51           | Carlos Mayo | 27:53,12            | Aras Kaya  | 27:58,08            |
| Drużynowo     | Francja        | 1:23:30,11 (6 pkt) | Hiszpania   | 1:24:05,79 (26 pkt) | Niemcy     | 1:24:47,49 (41 pkt) |

### Kobiety
| Konkurencja   | 1. miejsce  | Rezultat           | 2. miejsce | Rezultat            | 3. miejsce          | Rezultat            |
| ------------- | ----------- | ------------------ | ---------- | ------------------- | ------------------- | ------------------- |
| Indywidualnie | Yasemin Can | 31:20,18           | Alina Reh  | 31:39,86            | Katharina Steinruck | 32:03,88            |
| Drużynowo     | Niemcy      | 1:36:09,44 (6 pkt) | Turcja     | 1:37:14,68 (37 pkt) | Wielka Brytania     | 1:37:54,89 (15 pkt) |